# Parc national Terrick Terrick
Le parc national terrick Terrick (Terrick Terrick National Park en anglais) est un parc national de 5 882 hectares du Victoria, en Australie. Il est situé à 225 km au Nord-Est de Melbourne, à 4 km au Nord de Mitiamo et à 65 km au Nord de Bendigo. Il est un vestige important des forêts d'eucalyptus dits « box-ironbark » et des plaines herbeuses du nord et est proche des marais de Kow, le site d'une découverte paléontologique importante offrant un aperçu des origines des Indigènes australiens. Il existe de nombreuses pistes de randonnée et un terrain de camping. L'eau potable n'est pas disponible dans le parc.